# Avianca Brazil
Avianca Brazil (tiếng Bồ Đào Nha: Avianca Brasil), tên chính thức là Oceanair Linhas Aéreas S / A, là một hãng hàng không Brasil có trụ sở tại São Paulo, Brazil. Hãng cung ứng các chuyến bay chở khách từ 25 điểm đến. Căn cứ chủ yếu của hãng là sân bay Brasília và São Paulo-Guarulhos.
Mặc dù tên pháp lý của các hãng hàng không vẫn OceanAir, nó đã được đổi thương hiệu thành Avianca kể từ khi nó được sở hữu bởi Synergy Group, công ty sở hữu Avianca Holdings. Avianca (Colombia) và Avianca Brazil vẫn thực thể pháp lý riêng biệt. Giám đốc điều hành của hãng là José Efromovich, là người em trai của Germán Efromovich.
Theo Cơ quan Hàng không dân dụng quốc gia Brazil (ANAC), giữa tháng 1 và tháng 12 năm 2013, Avianca Brazil đã có 7,7% thị phần trong nước về hành khách trên một cây số bay, khiến hãng trở thành hãng hàng không lớn thứ tư ở Brazil, sau khi TAM, Gol, và Azul.